# 清末隆宏
清末 隆宏（きよすえ たかひろ、1970年6月13日 - ）は、日本の実業家。
音楽映像制作および広告宣伝をスタートポイントとする。インターネットの発展に伴う、時代のニューメディア開発に携わる。
現在はRD分野を軸足に、様々な企業の部門戦略や新規事業開発を行う。特に産業界のITを活かしたスタートアップ事業に従事することが多い。

## 来歴
大分県国東市出身。大分県立国東高等学校を卒業後、1991年に防衛省（旧防衛庁）航空学生学校卒業。事業用操縦士国家資格取得。その後、エンタテインメント業界の勉強のため渡米。米東海岸の文化に影響を受ける。
1998年より、音楽映像作家の坂西伊作に師事し、演出補佐を務める。1999年、株式会社プロシードに入社、広告ディレクター、プロデューサーとして活動した。AI「日本武道館A.I.」はドキュメンタリーからMV、ライブDVDまでディレクターとして数年かけて完成させた初の作品である。その他、大手化粧品メーカー、車、食料品系のTV-CF、地上波/BSテレビ番組制作、映画制作を行う。
2007年4月、株式会社USENの100%連結子会社である株式会社TIME LINE PICTURESの取締役に就任した。インターネット動画サービス「GYAO!」の創設期メンバーとしてニューメディア開発に従事する。映画や地上波番組、イベントなど、インターネットとの連携を図るコンテンツ制作に従事することで新時代のマーケティングを学ぶ。
2009年6月より、株式会社BRAND-SCREENを設立する。2012年4月、株式会社JFCCの代表取締役に就任した。仏放送チャンネル「FashionTV」の放送ライセンスによる一般放送事業に従事する。海外では主流になり始めていたソーシャルメディアの活用によるECやサブスクリプションサービスの開発に従事する。リアルクローズファッションの先駆けイベントや、国内モデルの発掘にも従事し、動画サービスを強化する。
2016年〜2018年の間、株式会社D.K Internationalに顧問就任する。
2016年より、一般社団法人 東京コレクション理事に就任する。国内アパレルメーカーのメディア戦略を活用した海外市場の販路開拓業務に従事する。
2021年に、株式会社WHY HOW DO COMPANYとNFTチケットセンター事業の開発に従事する。
2022年5月、株式会社G-Techの取締役に就任する。Founder兼CEO平林真一は、東芝ヨーロッパの元代表であり、Dynabook開発者である。エネルギー新時代に向けたRDからマーケット開発のサポートをする。